# Anfio (re di Pitiea)
Anfio (in lingua greca Ἅμφιος) è un personaggio della mitologia greca, figlio dell'indovino Merope e fratello di Adrasto, Clita e Arisbe, la prima moglie di Priamo.

## Mitologia
Anfio era il re e fondatore di Pitiea, una cittadina della Troade, mentre il fratello Adrasto regnava ad Adrastea.

Il padre Merope, avendo previsto coi poteri divinatori la loro morte se avessero preso parte alla guerra di Troia in difesa della città assediata, tentò di impedirne la partenza ma non venne ascoltato. I due re, che erano soliti indossare una corazza di lino, partirono verso Troia alla guida di un contingente di uomini provenienti dalle loro città e da zone vicine.

Entrambi caddero effettivamente per mano di Diomede re di Argo.